# Pjatina

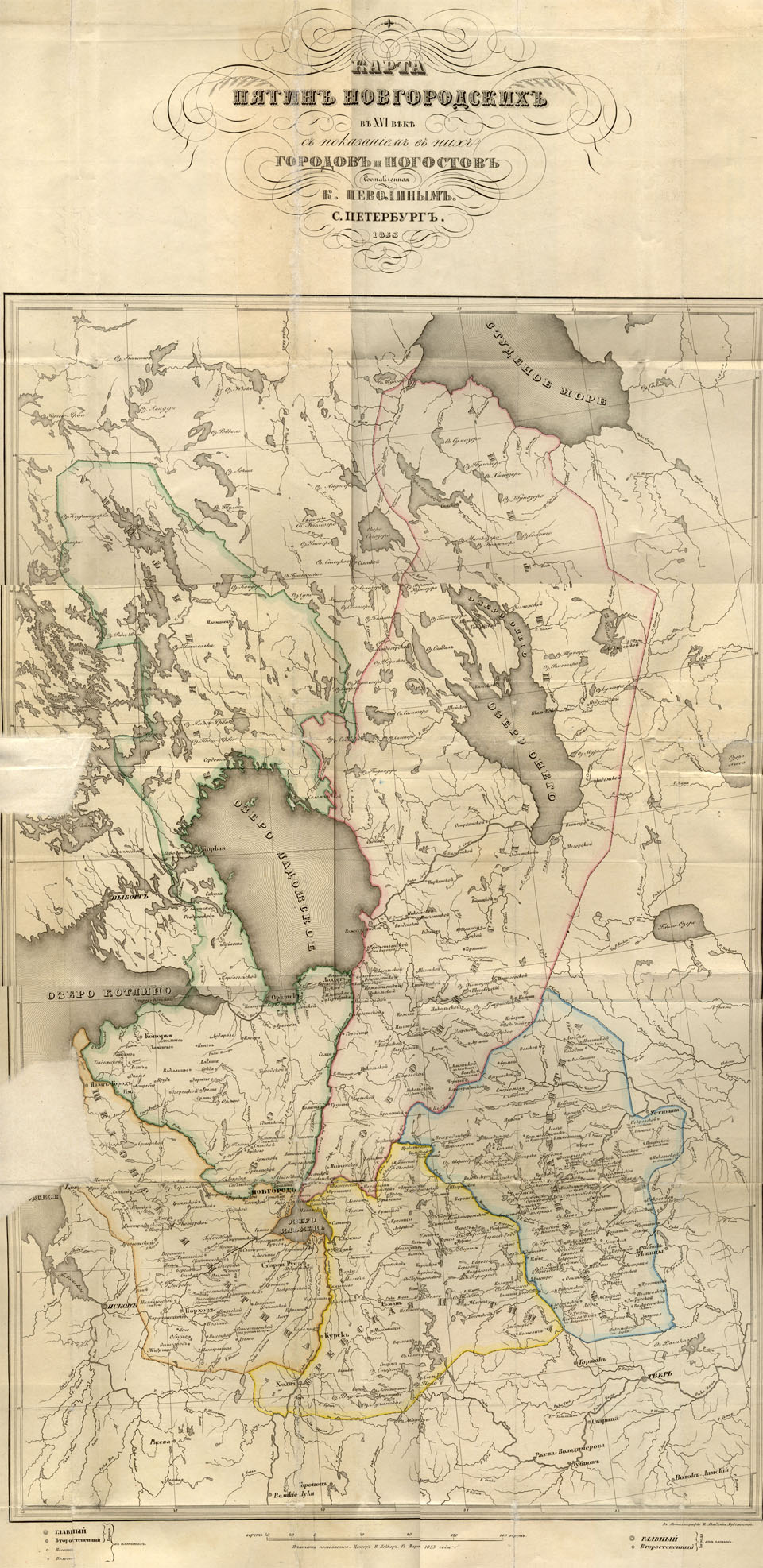
Russische kaart met de Novgorodse pjatiny in de 16e eeuw

Pjatina (Russisch: пятина; "een van vijf") was de bestuurlijke indelingsvorm van de Republiek Novgorod en de Landen van Novgorod tot het begin van de 18e eeuw.
De naam komt voor het eerst voor in Novgorodse documenten uit het einde van de 15e eeuw. Volgens sommige Russische historici van voor de revolutie van 1917 is het zelfs de oudste bestuursvorm die in Novgorod werd gebruikt en hangt de naam samen met de onderverdeling van de landen van Novgorod in vijf kontsy ("einden"), die zouden zijn ingesteld door Olga van Kiev in de 10e eeuw. Elke pjatina werd geleid door de starosta ("oudste") van de kontsa, van wie het was.
Op het niveau van de pjatina werden bevolkingstellingen gehouden, staatsbelastingen en andere heffingen geïnd, de grenzen bepaald van landeigenaren (kadaster) en werd de militaire dienst van landeigenaren geregeld. Deze zaken werden op bevel van Moskou (dat de heerschappij over Novgorod voerde sinds de tweede helft van de 15e eeuw) geregeld in speciale afdelingen, "tafels" genoemd, die op deze en andere manieren de gebieden van Novgorod bestuurden.
Oorspronkelijk waren er vijf pjatiny (pjatina's):
1. Bezjetskaja (op de waterscheiding tussen de rivier de Msta en een aantal zijrivieren van de Wolga);
2. Derevskaja (tussen de Lovat en de Msta);
3. Obonezjskaja (rond het Onegameer en de gebieden ten noorden en noordoosten daarvan);
4. Sjelolonskaja (rond de rivier de Sjelon, tussen de Loega en de Lovat);
5. Vodskaja (tussen de rivieren Volchov en Loega).

Tegen het midden van de 16e eeuw werden deze vijf pjatiny elk doormidden gedeeld en werden ze onderverdeeld in pogosten en soms in volosten. In de 16e en 17e eeuw veranderden de grenzen van pjatiny Obonezjskaja, Sjelonskaja en Vodskaja als gevolg van de Russisch-Zweedse oorlogen. Begin 18e eeuw verdwenen de pjatiny door de instelling van de gouvernementen (goebernijas) tijdens de bestuurlijke hervormingen onder Peter de Grote.